# Leopold (Abt)
Leopold SOCist († vermutlich 7. September 1347 in Reichenau an der Rax) war ein österreichischer Zisterzienser und Abt des Stiftes Heiligenkreuz.

## Leben
Leopold wurde 1342 von den Möchen von Heiligenkreuz als Abt postuliert. Zuvor war er Mönch im Stift Lilienfeld. Eventuell ist er identisch mit Abt Leopold, der bis 1342 den Mönchen in Lilienfeld vorstand.
Am 23. November 1342 ist die erste Urkunde mit seinem Namen überliefert. Im Januar 1345 visitierte er sein Professkloster Lilienfeld, das einen Tochtergründung von Heiligenkreuz ist.
Letztmals wird er in einer Urkunde vom 7. Juli 1347 aufgeführt. Er soll am 7. September 1347 auf einer Reise zu Weihe der Klosterkirche von Neuberg, ebenfalls eine Tochtergründung, gestorben sein. Sein Grab ist im Kapitelhaus von Heiligenkreuz.